# Rana Tokmak
Rana Tokmak (* 16. Juli 1996 in Castrop-Rauxel) ist eine deutsche rhythmische Sportgymnastin. Im Einzel startete sie für den TV Wattenscheid 01 RSG. Von 2013 bis 2016 trainierte sie mit der Nationalmannschaft-Gruppe am Bundesstützpunkt in Fellbach.

## Laufbahn

### Juniorenbereich
2009 startete Rana Tokmak erstmals als Juniorin bei den Deutschen Meisterschaften und wurde bei den 13-Jährigen im Mehrkampf und mit dem Ball Deutsche Meisterin. Mit dem Seil, dem Reifen und den Keulen wurde sie Deutsche Vizemeisterin hinter Lea Godejohann.
2010 erreichte Tokmak bei den Deutschen Jugendmeisterschaften der 14-Jährigen erneut den Titel der Deutschen Jugendmeisterin im Mehrkampf, sowie mit dem Seil, dem Reifen und dem Ball. Mit den Keulen belegte sie Platz drei. Außerdem wurde sie in diesem Jahr als Reservegymnastin für die Junioren-Europameisterschaften in Bremen nominiert.
2011 gewann sie mit der Juniorengruppe der RSG Rhein Ruhr die nationale Qualifikation zu den Junioren-Europameisterschaften in Minsk, bei denen die Formation den 13. Platz belegte. An den Deutschen Meisterschaften im Einzel konnte sie deshalb nicht teilnehmen.

### Seniorenbereich
Seit 2012 startet Tokmak im Seniorenbereich und konnte bei ihrem Debüt in der Meisterklasse sofort den Deutschen Vizemeistertitel feiern. In den Gerätefinals wurde sie mit dem Reifen, dem Ball und den Keulen Dritte, mit dem Band belegte sie Platz vier.
Anfang 2013 wechselte Rana Tokmak an den Bundesstützpunkt in Fellbach bei Stuttgart und wurde somit Teil der Nationalmannschaft-Gruppe. Bei den Weltmeisterschaften in Kiew im gleichen Jahr erreichte sie mit der neu formierten deutschen Gruppe, zu der neben Tokmak auch Judith Hauser, Anastasia Kempf, Anastasija Khmelnytska, Daniela Potapova und Sara Radman gehörten, Rang neun im Mehrkampf und Rang sieben im Keulenfinale.
Bei den Europameisterschaften 2014 in Baku wurde die Gruppe mit Hauser, Khmelnytska, Nicole Müller, Potapova und Tokmak Elfte im Mehrkampf und Achte im Finale mit zehn Keulen. Im selben Jahr startete Rana mit Julia Stavickaja, Darja Sajfutdinova, Judith Hauser, Anastasija Khmelnytska und Daniela Potapova bei der Weltmeisterschaft in Izmir. Sie wurden ebenfalls neunter im Mehrkampf und im Finale mit den Keulen siebter. Im Jahr 2015 nahm die deutsche Nationalmannschaft bei den European Games teil. Sie belegten Rang 8 im Mehrkampf und einen vierten Platz mit fünf Bändern.
Im selben Jahr wurde Tokmak zur Kapitänin der Nationalmannschaft ernannt und die Gruppe nahm an den Heim-Weltmeisterschaften in Stuttgart teil, wo sie im Mehrkampf mit dem 10. Platz nur knapp die direkte Olympiaqualifikation verfehlten.
2016 trat die Mannschaft mit Rana Tokmak als Hauptbesetzung im April bei den 2. olympischen Qualifikationen in Rio de Janeiro, den so genannten Test-Events, an und qualifizierten sich anschließend mit der Gold-Medaille für die Olympischen Sommerspiele 2016 in Brasilien.
Tokmak kündigte im Juli 2016 ihren Rücktritt aus der Mannschaft an und beendete damit offiziell ihre sportliche Karriere als Leistungssportlerin.

## Sonstiges
Tokmak war von Ende 2012 bis 2015 Botschafterin des Projektes „spin - sport interkulturell“, das sich für die Integration, insbesondere junger Frauen und Mädchen, durch Sport einsetzte. Seit 2016 ist sie offizielle Integrationsbotschafterin des Landessportbundes NRW und setzt sich weiterhin ehrenamtlich für die Integration durch Sport ein.
Mit ihrem Zitat „Wer eine Heimat hat, für den ist jede Reise eine Bereicherung.“ war Rana Tokmak unter anderem neben Friedrich Schiller, Robert Bosch und Gottlieb Daimler Teil des „Inspiration“-Projekts der KulturRegion Stuttgart.
Zudem nahm Tokmak dreimal in Folge mit ihren Gemälden an der „Europäischen Jugendkunstausstellung“ 2012, 2014 und 2016 teil.